# Efeito dos impostos e subsídios sobre o preço
Os impostos e subsídios alteram o preço dos produtos e, consequentemente, a quantidade consumida. Há uma diferença entre um imposto ad valorem e um subsídio ou imposto específico na forma como ele é aplicado ao preço do bem. No final, a cobrança de um imposto leva o mercado a um novo equilíbrio em que o preço de um bem pago pelos compradores aumenta e a proporção do preço recebida pelos vendedores diminui. A incidência de um imposto não depende do fato de os compradores ou vendedores serem tributados, uma vez que os impostos cobrados dos vendedores provavelmente serão pagos com o aumento do preço cobrado dos compradores. A maior parte do ônus de um imposto recai sobre o lado menos elástico do mercado devido à menor capacidade de responder ao imposto alterando a quantidade vendida ou comprada. A introdução de um subsídio, por outro lado, pode reduzir o preço da produção, o que incentiva as empresas a produzir mais, ou reduzir o preço pago pelos compradores, incentivando um maior volume de vendas. Essa política é benéfica tanto para vendedores quanto para compradores.

## Impacto de impostos específicos
O efeito de um imposto específico cobrado dos vendedores pode ser dividido em três etapas.
Primeiro, a demanda por um bem é a mesma para um determinado nível de preço, de modo que a curva de demanda não se altera. Por outro lado, o imposto torna a produção do bem de fato mais cara para o vendedor. Isso significa que o negócio é menos lucrativo para um determinado nível de preço e a curva de oferta se desloca para cima.
Em segundo lugar, o custo mais alto de produção do bem reduz a quantidade ofertada a qualquer preço. A curva de oferta deslocada para cima é paralela à curva de oferta original porque, independentemente da quantidade ofertada, as despesas do vendedor com a produção são as mesmas. Portanto, a distância entre a curva de oferta original e a nova curva de oferta deslocada é igual ao valor do imposto cobrado. Qualquer que seja o preço do bem, o preço líquido pelo qual os vendedores estão vendendo é efetivamente o preço bruto menos o valor do imposto. Isso faz com que os vendedores forneçam a quantidade do bem como se o preço fosse menor pelo valor do imposto. Para que eles forneçam uma determinada quantidade do bem, o preço de mercado precisa ser maior no valor do imposto para preservar a receita líquida das vendas.
Por fim, depois que o deslocamento da curva de oferta é levado em conta, a diferença entre o equilíbrio inicial e o equilíbrio após os impostos pode ser observada. O crescimento do preço de mercado é determinado pelas elasticidades de preço da demanda e da oferta. No caso de a demanda ser mais elástica do que a oferta, a incidência do imposto recai mais fortemente sobre os vendedores e os consumidores sentem um crescimento menor do preço e vice-versa. Em ambos os casos, os consumidores pagam mais pelo bem e, embora os vendedores inicialmente recebam mais dinheiro, depois que o imposto é contabilizado, eles ficam com menos dinheiro do que se não houvesse imposto.
O imposto aumenta o preço que os clientes pagam pelo bem (a menos que absorvam todo o custo do imposto) e diminui o preço pelo qual os produtores estão efetivamente vendendo o bem, a menos que repassem todo o custo do imposto. A diferença entre os dois preços permanece a mesma, independentemente de quem arca com a maior parte do ônus do imposto.

### Exemplo
O preço de equilíbrio original é US$ 3,00 e a quantidade de equilíbrio é 100. O governo então cobra um imposto de US$ 0,50 dos vendedores. Isso leva a uma nova curva de oferta que é deslocada para cima em US$ 0,50 em comparação com a curva de oferta original. O novo preço de equilíbrio ficará entre US$ 3,00 e US$ 3,50 e a quantidade de equilíbrio diminuirá. Se dissermos que os consumidores pagam US$ 3,30 e a nova quantidade de equilíbrio é 80, então os produtores ficam com US$ 2,80 e a receita tributária total é igual a US$ 0,50 x 80 = US$ 40,00. O ônus do imposto pago pelos compradores é de US$ 0,30 x 80 = US$ 2,40 e o ônus pago pelos vendedores é igual a US$ 0,20 x 80 = US$ 1,60.

## Impacto do imposto ad valorem
Da mesma forma, o efeito pode ser dividido em três etapas.
Primeiro, o imposto afeta novamente os vendedores. A quantidade demandada a um determinado preço permanece inalterada e, portanto, a curva de demanda permanece a mesma. Como o imposto é uma determinada porcentagem do preço, com o aumento do preço, o imposto também aumenta. A curva de oferta se desloca para cima, mas a nova curva de oferta não é paralela à original.
Em segundo lugar, o imposto aumenta o custo de produção como no caso do imposto específico, mas o valor do imposto varia de acordo com o nível de preço. O deslocamento para cima da curva de oferta é acompanhado por um pivô para cima e para a esquerda da curva de oferta original. A distância vertical entre as duas curvas de oferta é igual ao valor do imposto em porcentagem. O preço efetivo para os vendedores é novamente menor pelo valor do imposto e eles fornecerão o bem como se o preço fosse menor pelo valor do imposto.
Por fim, o impacto total do imposto pode ser observado. O preço de equilíbrio do bem aumenta e a quantidade de equilíbrio diminui. Os compradores e vendedores novamente compartilham o ônus do imposto em relação às suas elasticidades de preço. Os compradores têm de pagar mais pelo bem e os vendedores recebem menos dinheiro do que antes da criação do imposto.

### Exemplo
O preço de equilíbrio antes dos impostos é de US$ 5,00 com a respectiva quantidade de equilíbrio de 100. O governo impõe um imposto de 20% sobre os vendedores. Surge uma nova curva de oferta. Ela é deslocada para cima e girada para a esquerda e para cima em comparação com a curva de oferta original e sua distância é sempre de 20% do preço original. No equilíbrio antes dos impostos, a distância é igual a US$ 5,00 x 0,20 = US$ 1,00. Esse ônus do imposto é novamente compartilhado pelo comprador e pelo vendedor. Se a nova quantidade de equilíbrio diminuir para 85 e o comprador arcar com uma proporção maior da carga tributária (por exemplo, US$ 0,75), o valor total do imposto cobrado será igual a US$ 1,00 x 85 = US$ 85,00. O comprador então arca com o imposto de US$ 0,75 x 85 = US$ 63,75 e o imposto pago pelo vendedor é igual a US$ 0,25 x 85 = US$ 21,25. O preço pelo qual o consumidor compra o produto é igual a US$ 5,75, mas o vendedor recebe apenas US$ 4,75.

## Impacto do subsídio
Os subsídios marginais sobre a produção deslocarão a curva de oferta para a direita até que a distância vertical entre as duas curvas de oferta seja igual ao subsídio por unidade; quando os outros fatores permanecerem iguais, isso diminuirá o preço pago pelos consumidores (que é igual ao novo preço de mercado) e aumentará o preço recebido pelos produtores. Da mesma forma, um subsídio marginal sobre o consumo deslocará a curva de demanda para a direita; quando os outros fatores permanecerem iguais, isso diminuirá o preço pago pelos consumidores e aumentará o preço recebido pelos produtores no mesmo montante que se o subsídio tivesse sido concedido aos produtores. Entretanto, nesse caso, o novo preço de mercado será o preço recebido pelos produtores. O resultado final é que o preço mais baixo que os consumidores pagam e o preço mais alto que os produtores recebem serão os mesmos, independentemente de como o subsídio é administrado.

## Efeito da elasticidade
Dependendo das elasticidades de preço da demanda e da oferta, quem arca com mais impostos ou quem recebe mais subsídios pode ser diferente. Quando a curva de oferta é menos elástica do que a curva de demanda, os produtores arcam com mais impostos e recebem mais subsídios do que os consumidores, pois a diferença entre o preço que os produtores recebem e o preço inicial de mercado é maior do que a diferença suportada pelos consumidores. Quando a curva de demanda é mais inelástica do que a curva de oferta, os consumidores arcam com mais impostos e recebem mais subsídios, pois a diferença entre o preço pago pelos consumidores e o preço inicial de mercado é maior do que a diferença suportada pelos produtores.

## Uma ilustração
O efeito desse tipo de imposto pode ser ilustrado em um diagrama padrão de oferta e demanda. Sem um imposto, o preço de equilíbrio estará em Pe e a quantidade de equilíbrio estará em Qe.
Após a imposição de um imposto, o preço que os consumidores pagam mudará para Pc e o preço que os produtores recebem mudará para Pp. O preço ao consumidor será igual ao preço ao produtor mais o custo do imposto. Como os consumidores comprarão menos pelo preço mais alto ao consumidor (Pc) e os produtores venderão menos por um preço mais baixo ao produtor (Pp), a quantidade vendida cairá de Qe para Qt.